# 카놈 브앙
카놈 브앙(태국어: ขนมเบื้อง)은 태국에서 유명한 길거리 음식이자 작은 팬케이크이다. 크레프와 모양이 비슷하다. 타코와 비슷하지만 타코에 들어가는 옥수수가루 대신 쌀가루를 넣는다는 점이 다르다. 카놈 브앙은 보통 코코넛 크림으로 토핑되거나 채워지며, 잘게 썬 파나 조각난 코코넛과 같은 달고 향긋한 음식들도 토핑에 자주 사용된다. 두께는 얇으며 질감은 살짝 바삭한 편이다.

## 역사
카놈 브앙은 아유타야 왕조 시기에 유래한 태국의 디저트다. 왜냐하면 쿤루앙하왓(Khun Luang ha wat)의 경전에 따르면, 그 시기에는 베트남의 크놈 브앙이 아직 태국에 전해지지 않았기 때문에 태국의 카놈 브앙과 베트남의 크놈 브앙의 차이가 없었다고 하기 때문이다. 하지만 서적 "담마부파다드(Dhammaboodpadad)"에 등장하는 이야기에서는 크놈 브앙은 수코타이 왕조 시기에 브라만교와 함께 인도에서 태국으로 전해졌다고 한다. 사람들은 카놈 브앙이 프랑스의 크레페와 연관이 있을지 모른다고도 생각한다.
카놈 브앙으로 유명한 곳은 방콕의 방글람푸(en:Banglamphu)와 탈랏 플루(:en:Talat Phlu) 등이 있다. 

## 조리
뜨거운 철판 위에 반죽을 얇게 발라서 얇은 팬케이크를 만드는데, 이 때 중불을 유지하는 것이 중요하다. 반죽이 다 되면 안을 크림층으로 채운 다음 포이통(Foi Thong, 달걀 프라이 혹은 달걀 노른자를 지단과 유사하게 끈처럼 만든 것)을 채우고, 채썬 코코넛과 구운 참깨를 고명으로 올린 다음 고수 잎으로 마무리한다. 얇은 주걱으로 팬케이크를 철판에서 떼면서 반으로 접으면 완성이다.

### 재료
- 100g 쌀가루
- 50g 녹두가루
- 150g 설탕
- 125ml 물
- 1개 달걀
- 1개 달걀 껍질
- 1/2테이블스푼 코코넛파우더
- 3개 흰자
- 1/2컵 설탕
- 1/2컵 포이통

## 유사 요리
미얀마에는 까욱 몬트(:en:khauk mont)라는 요리가 있는데, 카놈 브앙보다 크고 쌀가루, 재거리, 코코넛으로 만든다.

## 같이 보기
- 크레이프
- 타코
- 팬케이크
- 태국 요리